# 拉弗朗什维尔
拉弗朗什维尔（法語：La Francheville，法語發音：[la fʁɑ̃ʃvil]）是法国大东部大区阿登省的一个市镇，属于沙勒维尔-梅济耶尔区。

## 地理
拉弗朗什维尔（49°43'47"N, 4°42'53"E）面积6.79 平方千米，位于法国大東部大區阿登省，该省份为法国北部内陆省份，西接埃纳省，南至马恩省，东临默兹省，北与比利时接壤。
与拉弗朗什维尔接壤的市镇（或旧市镇、城区）包括：莱萨韦勒、旺斯河畔尚皮尼厄勒、沙勒维尔-梅济耶尔、埃维尼、普里莱梅济耶尔、圣马索、旺斯河畔圣皮埃尔、维莱-瑟默斯。

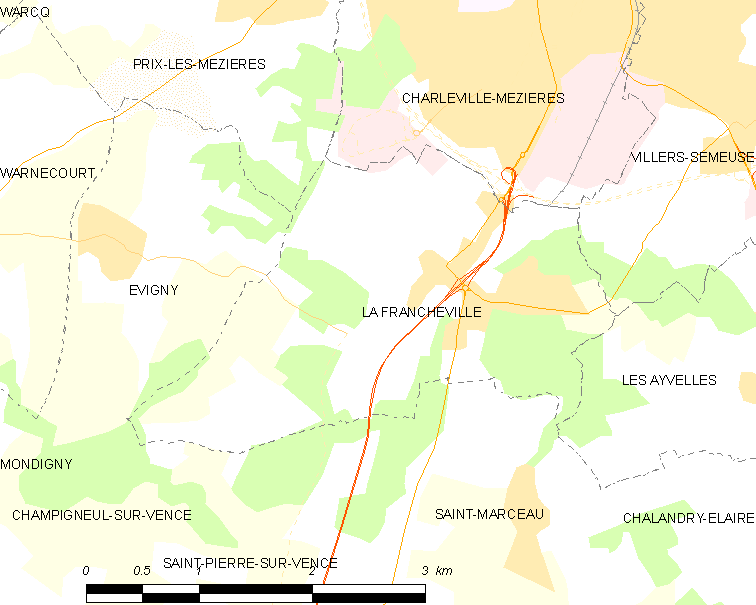
拉弗朗什维尔的OSM定位图

拉弗朗什维尔的时区为UTC+01:00、UTC+02:00（夏令时）。

## 行政
拉弗朗什维尔的邮政编码为08000，INSEE市镇编码为08180。

## 政治
拉弗朗什维尔所属的省级选区为沙勒维尔-梅济耶尔第四县。

## 人口

1962-2008年间拉弗朗什维尔人口变化图示

拉弗朗什维尔于2022年1月1日时的人口数量为1647人。